# Heinz Wewer
Heinz Bernhard Wewer (* 2. Juni 1935 in Köln; † 1. September 2022 in Berlin) war ein deutscher Journalist, Politikwissenschaftler und Historiker. Sein Schwerpunkt war die Geschichte der Verfolgung im Nationalsozialismus.

## Leben
Wewer absolvierte sein Abitur in Emden, danach folgte ein Studium der Rechtswissenschaften, der Geschichte und der Politikwissenschaft in Tübingen, Berlin, am Amherst College und in Princeton (M.A.).
Nach seiner Rückkehr aus den USA wurde Wewer Mitglied der Deutsch-Israelischen Studiengruppe Berlin. Im Rahmen seines Engagements für die Studiengruppen war Wewer ab 1960 für die Herausgabe des Verbandsorgans DISkussion verantwortlich.
Als Journalist veröffentlichte Wewer Beiträge u. a. in den Frankfurter Heften, den Gewerkschaftlichen Monatsheften und für den WDR. Für RIAS Berlin berichtete er als Korrespondent über den Prozess gegen Adolf Eichmann in Jerusalem. In den 1960er Jahren war Wewer maßgeblich daran beteiligt, die Menschenversuche im KZ Ravensbrück in das Bewusstsein der Öffentlichkeit zu bringen und stieß eine Debatte über Wiedergutmachung für die Opfer an.
Wewer war als Wissenschaftlicher Mitarbeiter beim Berlin Document Center, bei der Vereinigung Deutscher Wissenschaftler und in der Hochschul-Informations-System GmbH (HIS) tätig. Außerdem arbeitete er in der Kultur- und der Bildungsverwaltung, zuletzt als Leiter des Arbeitsbereichs Internationale Beziehungen der Hochschule der Künste Berlin.
Heinz Wewer lebte in Berlin-Zehlendorf. Beigesetzt ist er auf dem Friedhof Zehlendorf, Feld 005-509.

## Werk
2017 erschien im Verlag Hentrich & Hentrich Wewers Buch „Abgereist, ohne Angabe der Adresse“, in dem er sich mit Verfolgung und Terror in der NS-Zeit anhand von postalischen Zeugnissen beschäftigt. In der Süddeutschen Zeitung heißt es zu dem Werk: „Es ist diese erschreckende Gleichzeitigkeit von Grauen und Gewöhnlichkeit, die an den Zeugnissen der postalischen Zeitgeschichte haftet. […] All das ist nachzulesen in diesem ungewöhnlichen Geschichtsbuch, das Sammlerfleiß und Aufklärungsinteresse auf anschauliche Weise verbindet.“ Die Augsburger Allgemeine Zeitung spricht von einem „bemerkenswerten, überwältigend materialreichen“ Buch.
Ein Jahr später erschien der Nachfolgeband „Postalische Zeugnisse zur deutschen Besatzungsherrschaft im Protektorat Böhmen und Mähren“. Detlef Brandes stellt in seiner Rezension des Werkes in der Historischen Zeitschrift fest, Wewer habe „mit seiner akribischen Untersuchung einen eindrucksvollen Beitrag zur Geschichte der Gefängnisse und Lager im Protektorat geliefert“.
Der 2020 erschienene Band „Spuren des Terrors“ widmet sich dem System der Konzentrationslager. Die Süddeutsche Zeitung schreibt zu dem Buch: „Seine Stärke besteht darin, den genannten Menschen, die im KZ nur als Nummern existierten, ihre Namen zurückzugeben. [...] Wewers Zusammenstellung ist auch ein Beitrag zum Gedenken an die Opfer.“ Der Tagesspiegel bezeichnet Wewer als „international angesehene[n] Vertreter einer auf die Jahre der Nazidiktatur ausgerichteten ‚Social Philately‘“.

## Schriften
- als Hrsg. mit Rainer Mackensen: Dynamik der Bevölkerungsentwicklung: Strukturen, Bedingungen, Folgen. Carl Hanser, München 1973.
- als Hrsg.: Mai 1995 – Erinnerung und Zukunft. Von der Darstellung des Nichtdarstellbaren in den Künsten. deutsch und englisch, Glasgow 1997.
- „Abgereist, ohne Angabe der Adresse...“ Postalische Zeugnisse zu Verfolgung und Terror im Nationalsozialismus. Hentrich & Hentrich, Berlin 2017, ISBN 978-3-95565-241-8
- Postalische Zeugnisse zur deutschen Besatzungsherrschaft im Protektorat Böhmen und Mähren. Hentrich & Hentrich, Berlin 2018, ISBN 978-3-95565-245-6
- Spuren des Terrors. Postalische Zeugnisse zum System der deutschen Konzentrationslager. Hentrich & Hentrich, Berlin/Leipzig 2020, ISBN 978-3-95565-350-7
- Spuren der Vernichtung. Stationen der „Endlösung“ im Zeugnis postalischer Dokumente. Hentrich & Hentrich, Leipzig 2021, ISBN 978-3-95565-428-3